# Karl Heinrich David
Karl Heinrich David (* 30. Dezember 1884 in St. Gallen; † 17. Mai 1951 in Nervi) war ein Schweizer Komponist und Musikkritiker.

## Leben und Werk

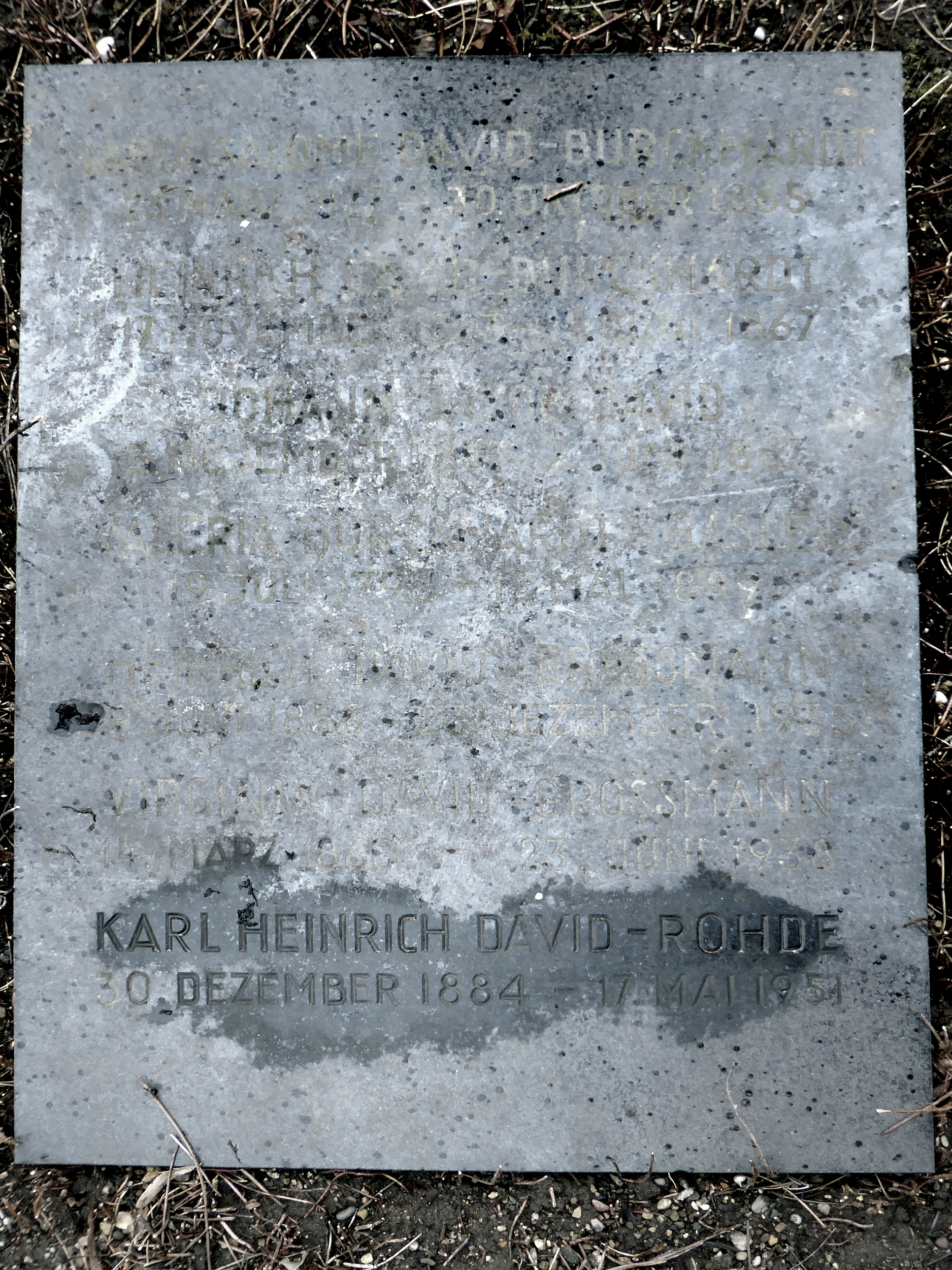
Grab auf dem Wolfgottesacker in Basel

Karl Heinrich David studierte bei Waldemar von Baußnern an der Musikhochschule Köln (Violine und Komposition) und bei Ludwig Thuille in München (Komposition).
Von 1910 bis 1914 wirkte er als Musiktheorielehrer am Basler Konservatorium, 1915 bis 1917 in Köln und Berlin. Ab 1918 war er als Musikkritiker in Zürich tätig. Von 1928 bis 1941 war er Schriftleiter der Schweizer Musikzeitung. Ab 1944 wirkte er als Musikkritiker für die Zürcher Zeitung Die Tat.
Davids zahlreiche Kompositionen zeichnen sich durch «sichere Gestaltungskraft und moderne Haltung» aus. Besonders gelangen ihm kleinere Stücke voller Humor, die an den Stil von Joseph Haas erinnern.
David heiratete 1911 Margarethe, geborene Hausmann. Nach ihrem Tod 1944 heiratete er Olga, geborene Rohde. Seine letzte Ruhestätte fand Karl Heinrich David auf dem Wolfgottesacker in Basel.

## Werke (Auswahl)
- Serenade g-moll (1910)
- Serenade F-Dur (1911)
- Quartett für Flöte und Streichtrio (1923)
- Andante und Rondo für Violine und Orchester (1926)
- 2 Stücke für 2 Klaviere und 9 Bläser (1926)
- Partita für Streichorchester und Pauken (1935)
- Concert drolatique für Kammerorchester (1936)
- Cellokonzert (1938)
- Violinsonate (1939)
- Prélude et Scherzo (1940)
- Sinfonietta (1941)
- Pezzo sinfonico (1945)
- Sinfonie de la côte dargent (1948)
- Ouvertüre Mascerade für Orchester (1950)
- Concertino für Fagott und Streicher (1941)
- Violinkonzert (1941)
- Klavierkonzert (1942)
- Bratschenkonzert (1944)
- Konzert für Saxophon und Streichorchester (1947)
- 5 Streichquartette (1911, 1917, 1921, 1933, 1947)
- Streichquintett (1940)
- 2 Streichsextette (1915, 1922)
- Klavier- und Orgelstücke
- 3 Kantaten
- Lieder (darunter 4 Verlaine-Lieder 1944)
- Oper Aschenputtel (1921)
- Oper Der Sizilianer (1924)
- Oper Traumwandel nach Turgeniew (1928)
- 2 Festspiele
- diverse Chorwerke